# Davide Fossa
Davide Fossa (San Pancrazio Parmense, 18 agosto 1902 – Roma, 16 marzo 1976) è stato un politico italiano.

## Biografia
Si iscrisse al Partito Nazionale Fascista in giovane età, nell'anno della fondazione, il 1921. L'anno successivo partecipò alla marcia su Roma, e proseguì la sua adesione al movimento fondando e dirigendo il periodico L'avanguardia fascista di La Spezia.
Laureatosi in lettere entrò nell'apparato di partito venendo eletto nel 1929 alla Camera. Volontario nella guerra d'Etiopia, nel 1937 rimase ferito nell'attentato al Maresciallo Graziani e insignito con la croce di guerra.
Dopo l'8 settembre aderì alla RSI e amministrò come capo della provincia Piacenza e Modena. Al termine del conflitto emigrò in Argentina, dove diresse un giornale rivolto agli italiani.
Rientrò in Italia, dove morì a Roma. I suoi resti vennero sepolti nel cimitero della sua città natale.